# Run to the Hills
"Run to the Hills" je v pořadí šestý singl anglické heavymetalové skupiny Iron Maiden a zároveň první singl z jejich alba The Number of the Beast. Skladbu kompletně složil baskytarista Steve Harris, přičemž se na ní významně podílel i zpěvák Bruce Dickinson. Stala se jednou z jejich nejpopulárnějších skladeb a umístila se na 27. místě v seznamu 40 Greatest Metal Songs a na 14. místě v seznamu Greatest Hard Rock Songs televizní stanice VH1. Text písně pojednává o decimaci domorodých obyvatel dnešních Spojených států evropskými osadníky.
Na B-straně singlu je skladba "Total Eclipse", která se na albu neobjevila. Na albu se nakonec objevila skladba "Gangland". Několik členů kapely od té doby vyjádřilo lítost nad rozhodnutím a Steve Harris to komentoval slovy: "Prostě jsme si vybrali špatnou skladbu jako B-stranu. Myslím, že kdyby na albu bylo "Total Eclipse" místo "Gangland" bylo by to mnohem lepší." Nakonec skladba "Total Eclipse" byla přidána na reedici CD z roku 1998 a v roce 2022 byla přidána na vinylu alba ke 40. výročí.

## Seznam skladeb
1982 7 "singl (UK: EMI 5263, UK: Emipo 5263 [obrazový disk], Německo: EMI 1A 006-07604, Nizozemsko: EMI 1A 006-07604)
1. "Run to the Hills" (Steve Harris) - 3:51
2. "Total Eclipse" (Dave Murray, Harris, Clive Burr) - 4:24

1982 12 "maxi (Europe: EMI 1C K 052-07 604 Z)
1. "Run to the Hills" (Harris) - 3:51
2. "Total Eclipse" (Murray, Harris, Burr) - 4:24

1985 7 "singl (UK: EMI EMI 5542)
1. "Run to the Hills" (live - Long Beach Arena, Long Beach, Kalifornie 14.-17. Areca 1985) (Harris) - 4:03
2. "Phantom of the Opera" (live - Hammersmith Odeon, Londýn 8.-12. říjen 1984) (Harris) - 7:27

1985 12 "singl (UK: EMI 12EMI 5542, UK: 12EMIP 5542 [obrazový disk])
1. "Run to the Hills" (live - Long Beach Arena, LA 14.-17. března 1985) (Harris) - 4:03
2. "Phantom of the Opera" (live - Hammersmith Odeon, Londýn 8.-12. říjen 1984) (Harris) - 7:25
3. "Losfer Words (Big 'Orra)" (live - Hammersmith Odeon, Londýn 8.-12. říjen 1984) (Harris) - 4:14

## Sestava

### Studiový singl 1982
Produkční sestava je převzata z obalu 7" vinylu.
- Bruce Dickinson- hlavní zpěv
- Steve Harris- baskytara
- Dave Murray- kytara
- Adrian Smith- kytara
- Clive Burr- bicí

Produkce
- Martin Birch- hudební producent, zvukař
- Derek Riggs- obal
- Ross Halfin- fotografie

### Koncertní singl 1985
Produkční sestava je převzata z obalu 7" vinylu, a obalu 12" vinylu.
Iron Maiden
- Bruce Dickinson- hlavní zpěv
- Steve Harris- basová kytara, doprovodný zpěv
- Dave Murray- kytara
- Adrian Smith- kytara, doprovodný zpěv
- Nicko McBrain- bicí

Produkce
- Martin Birch- producent, zvukař, mixáž
- Derek Riggs- artwork

### Studiový / koncertní singl 2002
- Bruce Dickinson - hlavní zpěv
- Steve Harris - basová kytara, doprovodný zpěv
- Dave Murray - kytara
- Adrian Smith - kytara, doprovodný zpěv
- Janick Gers - kytara
- Nicko McBrain - bicí

## Pozice v žebříčcích
| Singl                                           | Žebříček (1982)         | Vrcholové pozice | Album                   |
| ----------------------------------------------- | ----------------------- | ---------------- | ----------------------- |
| "Run to the Hills"                              | Irish Singles Chart     | 16               | The Number of the Beast |
| "Run to the Hills"                              | UK Singles Chart        | 7                | The Number of the Beast |
| Singl                                           | Žebříček (1985)         | Vrcholové pozice | Album                   |
| "Run to the Hills (Live)"                       | Irish Singles Chart     | 18               | Live After Death        |
| "Run to the Hills (Live)"                       | UK Singles Chart        | 26               | Live After Death        |
| Singl                                           | Žebříček (1990)         | Vrcholové pozice | Album                   |
| "Run to the Hills / The Number of the Beast"    | UK Albums Chart         | 3                | -                       |
| "Running Free (Live) / Run to the Hills (Live)" | UK Albums Chart         | 9                | -                       |
| Singl                                           | Žebříček (2002)         | Vrcholové pozice | Album                   |
| "Run to the Hills (Live)"                       | Canadian Hot 100        | 11               | Rock in Rio             |
| "Run to the Hills (Live)"                       | Dutch Top 40            | 60               | Rock in Rio             |
| "Run to the Hills (Live)"                       | Suomen Virallinen lista | 5                | Rock in Rio             |
| "Run to the Hills (Live)"                       | SNEP                    | 73               | Rock in Rio             |
| "Run to the Hills (Live)"                       | Media Control Charts    | 55               | Rock in Rio             |
| "Run to the Hills (Live)"                       | IRMA                    | 38               | Rock in Rio             |
| "Run to the Hills (Live)"                       | Fimi                    | 6                | Rock in Rio             |
| "Run to the Hills (Live)"                       | VG-lista                | 15               | Rock in Rio             |
| "Run to the Hills (Live)"                       | Sverigetopplistan       | 28               | Rock in Rio             |
| "Run to the Hills (Live)"                       | Schweizer Hitparade     | 75               | Rock in Rio             |
| "Run to the Hills (Live)"                       | UK Singles Chart        | 9                | Rock in Rio             |